# 佩德羅·恩里克 (奧爾良-布拉干薩)
佩德罗·恩里克·阿方索·菲利普·玛利亚·米格尔·加布里埃尔·拉斐尔·贡扎加·德·奥尔良-布拉干萨（葡萄牙語：Pedro Henrique Afonso Felipe Maria Miguel Gabriel Rafael Gonzaga de Orléans e Bragança，1909年9月13日—1981年7月5日）是巴西末代皇帝佩德羅二世的曾孫、皇位覬覦者，也是伊莎貝爾皇儲的孙子。佩德羅在1921年成为布拉干萨家族首领。